# Julien Lahaut

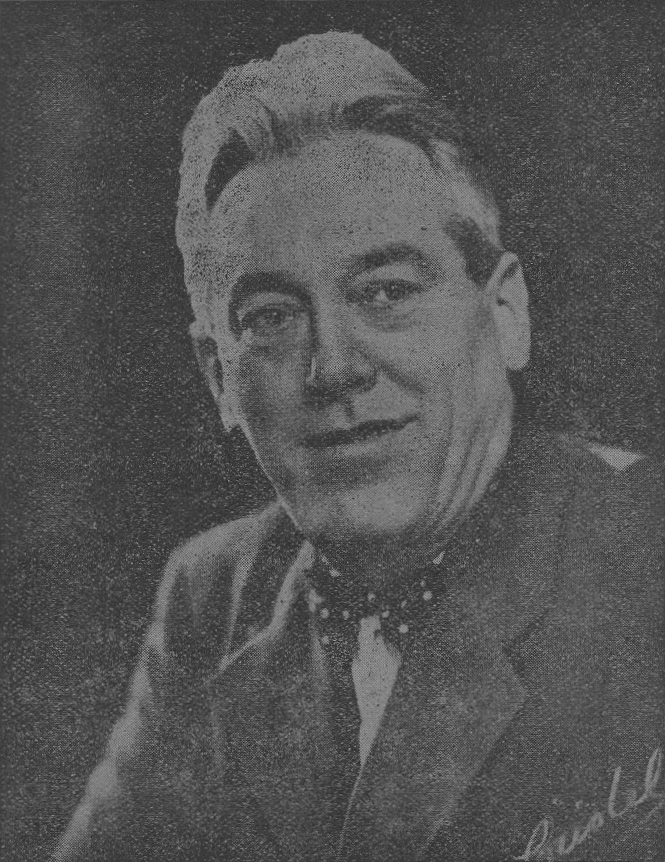
Julien Lahaut (vor 1950)

Julien Lahaut (* 6. September 1884; † 18. August 1950) war ein belgischer Politiker und kommunistischer Aktivist. Nach dem Ersten Weltkrieg war Lahaut Vorsitzender der Kommunistischen Partei Belgiens. Während des Zweiten Weltkrieges war Lahaut Mitglied des Widerstandes. Nach Kriegsende trat Lahaut in der Royalen Frage für die Abschaffung der Belgischen Monarchie ein. Wegen dieses Engagements wurde Lahaut 1950 ermordet.

## Politischer Hintergrund
Während des Ersten Weltkriegs diente Lahaut in der Belgischen Armee. Dort kämpfte er zusammen mit der Kaiserlichen Russischen Armee an der Ostfront als Teil des Belgischen Expeditionscorps. Nach seiner Rückkehr nach Belgien trat er der Kommunistischen Partei Belgiens bei. Schnell stieg er innerhalb der Partei auf und wurde ihr Vorsitzender. Bereits in dieser Zeit kritisierte Lahaut die Belgische Monarchie scharf und äußerte republikanische Ideen.
In der Zeit der deutschen Besatzung Belgiens von 1940 bis 1944 war Lahaut weiter als Vorsitzender der Partei aktiv und leitete den Streik der 100.000. Dafür wurde er 1941 von den deutschen Besatzern verhaftet und zuerst in der Zitadelle von Huy inhaftiert. Nach einem gescheiterten Fluchtversuch wurde er in das KZ Neuengamme und nach einem vorgeworfenen Sabotageversuch in das Konzentrationslager Mauthausen deportiert. In Mauthausen war seine Tötung vorgesehen und sein Gesundheitszustand verschlechterte sich rapide, dennoch überlebte er und wurde schließlich 1945 von den Alliierten befreit.

## Royale Frage und Ermordung

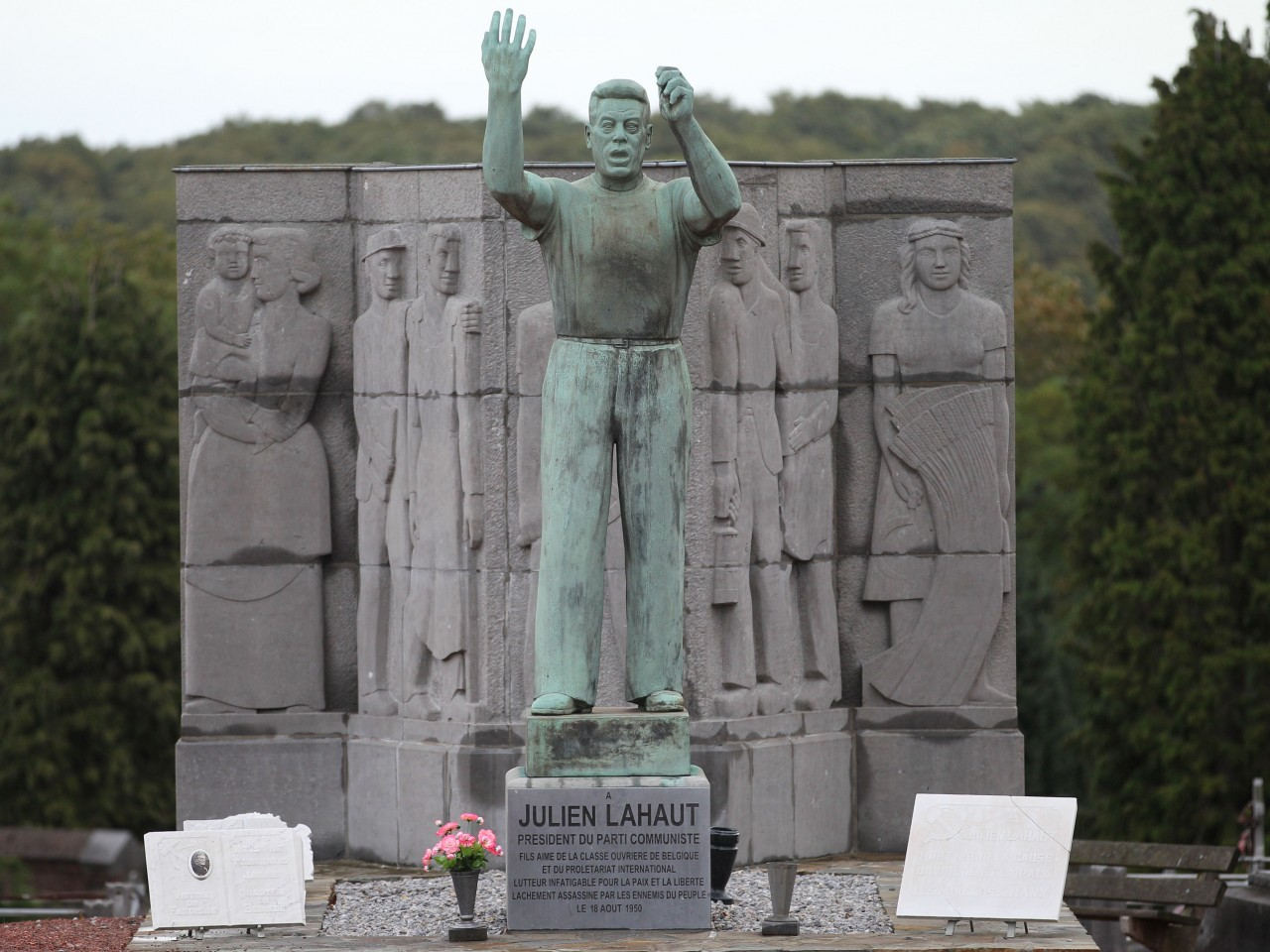
Denkmal für Julien Lahaut

Nach der Befreiung Belgiens von den Nationalsozialisten und dem Ende des Zweiten Weltkrieges gab es in Belgien eine lang anhaltende politische Krise, die als Royale Frage bekannt ist. Inhalt dieser Krise war die Frage, ob Leopold III wieder auf seine Position als Monarch Belgiens zurückkehren sollte. Die Auseinandersetzung über die Royale Frage erreichte ihren Höhepunkt, als Leopold III 1950 zu Gunsten seines Sohnes Baudouin abdankte.
Am 11. August 1950 schwor Baudouin vor dem Belgischen Parlament den Verfassungseid. Während dieser Zeremonie ertönte von einem Abgeordneten der Kommunistischen Partei der Ausruf „Vive la République!“ („Lang lebe die Republik“). Dieser Ausruf wurde vielfach Lahaut zugeschrieben, dennoch ist die wahre Identität aufgrund der danach einsetzenden Unruhe im Parlament bis heute ungeklärt. Genau eine Woche später, am 18. August 1950, wurde Lahaut von zwei Personen (mutmaßlich zwei belgische Royalisten) vor seinem Haus in Seraing erschossen.
Die Ermordung von Lahaut führte zu landesweiten Unruhen. Über das ganze Land verteilt kam es zu größeren Streiks. An Lahauts Beerdigung nahmen schätzungsweise 150.000–300.000 Menschen teil.
Später wurde der belgische Royalist François Goossens als einer der Schützen identifiziert. Dennoch gibt es Zweifel an seiner Teilnahme am Attentat. Die genauen Umstände der Ermordung Lahauts bleiben bis heute ungeklärt. Am 19. Juli 2012 gab der Belgische Senat eine historische Untersuchung des Attentats auf Lahaut in Auftrag. Am 17. August 2012 verkündete der Wissenschaftsminister Paul Magnette, dass der belgische Staat die Untersuchung mit 320.000 € unterstützen wird.
Im Mai 2015 wurden die Ergebnisse der historischen Untersuchung veröffentlicht. Demnach steckte André Moyen, ein belgischer Journalist und inoffizieller Geheimdienstmitarbeiter, hinter dem Mord. Moyen hatte demnach mit finanzieller Hilfe einiger Unternehmen (u. a. Fortis) ein Netzwerk aufgebaut. Der Geheimdienst behinderte laut der Untersuchung damalige Ermittlungen zum Mord. Für eine Beteiligung in der kommunistischen Partei oder ausländische Verwicklung in den Mord wurden in der Untersuchung keine Hinweise gefunden.

## In der Popkultur
- 1951 wurde Julien Lahauts Leben in einem Comic von André Jacquemotte dargestellt. Der Comic wurde in dem Jugendmagazin Jeunesse Belgique veröffentlicht.[10]